# Joan Morer
Joan Morer (Ribesaltes, 1922 - 2008) fou un escriptor rossellonès. De formació autodidàctica, treballà de vinyater. Fortament arrelat a la terra, de la qual extreia els temes i la força poètica, s'expressà en un llenguatge directe de fort impacte popular. Influït notablement per l'estil modernitzador i rejovenidor de Jordi Pere Cerdà, escriví poesia i contes, obra en gran part inèdita. Publicà Defensa i pèrdua d'Altariba (1973), D'une terre la manière (1974), Ribesaltes fa temps (1976), Bestiari i bestieses (1979 i Coloms entorn (1982). Col·laborador assidu del diari L'Indépendant de la Catalunya Nord, la cantant Gisela Bellsolà li musicà vuit poemes dins el disc Salut amb poesia (1979).